# ادی فرستراتن
ادی فرستراتن (انگلیسی: Eddy Verstraeten; ۱۵ سپتامبر ۱۹۴۸ – ۷ دسامبر ۲۰۰۵) دوچرخه‌سوار اهل بلژیک بود.